# Opabinia
Opabinia es un género de animales extintos, cuyos fósiles se han encontrado en depósitos correspondientes al periodo Cámbrico, en la formación Lutitas de Burgess, Columbia Británica. Fue un animal marino, de pequeño tamaño y aspecto peculiar, con cinco ojos, una boca debajo de la cabeza y orientada hacia atrás y una larga probóscide acabada en una pinza con garras. Su única especie es Opabinia regalis. Una especie posiblemente relacionada fue Utaurora comosa, descubierta después de más 100 años después del descubrimiento de Opabinia. El descubridor de Opabinia, Charles Doolittle Walcott, la llamó así debido al pico Opabin, en la parte canadiense de las Montañas Rocosas. Se conocen menos de veinte ejemplares y 3 pertenecen al Gran Lecho de Filópodos, donde constituyen menos del 0,1% de la comunidad.
Cuando el primer examen minucioso de Opabinia en 1975 reveló sus características inusuales, se pensó que no estaba relacionado con ningún filo conocido, o que tal vez era un pariente de ancestros artrópodos y anélidos. Sin embargo, estudios posteriores desde finales de la década de 1990 apoyan sistemáticamente su afinidad como miembro de los artrópodos basales, junto con los radiodontos estrechamente relacionados (Anomalocaris y parientes) y los lobópodos con branquias (Kerygmachela y Pambdelurion).

## Descubrimiento e historia
Charles Doolittle Walcott encontró en el esquisto de Burgess nueve fósiles casi completos de Opabinia regalis y unos pocos de lo que clasificó como Opabinia? media, y publicó una descripción de todos ellos en 1912. El nombre genérico se deriva del pico Opabin entre el Monte Hungabee y el Monte Biddle, al sureste del Lago O'Hara, en la Columbia Británica, Canadá. Entre 1966 y 1967, Harry B. Whittington encontró otro buen espécimen, y en 1975 publicó una descripción detallada basada en una disección muy minuciosa de algunos especímenes y en fotografías de estos especímenes iluminados desde diversos ángulos. El análisis de Whittington no abarcaba a Opabinia? media: Los especímenes de Walcott de esta especie no pudieron ser identificados en su colección. En 1960, paleontólogos rusos describieron especímenes que encontraron en la región de Norilsky, en Siberia, y los etiquetaron como Opabinia norilica, pero estos fósiles estaban mal conservados, y Whittington consideró que no aportaban suficiente información para ser clasificados como miembros del género Opabinia.

## Descripción

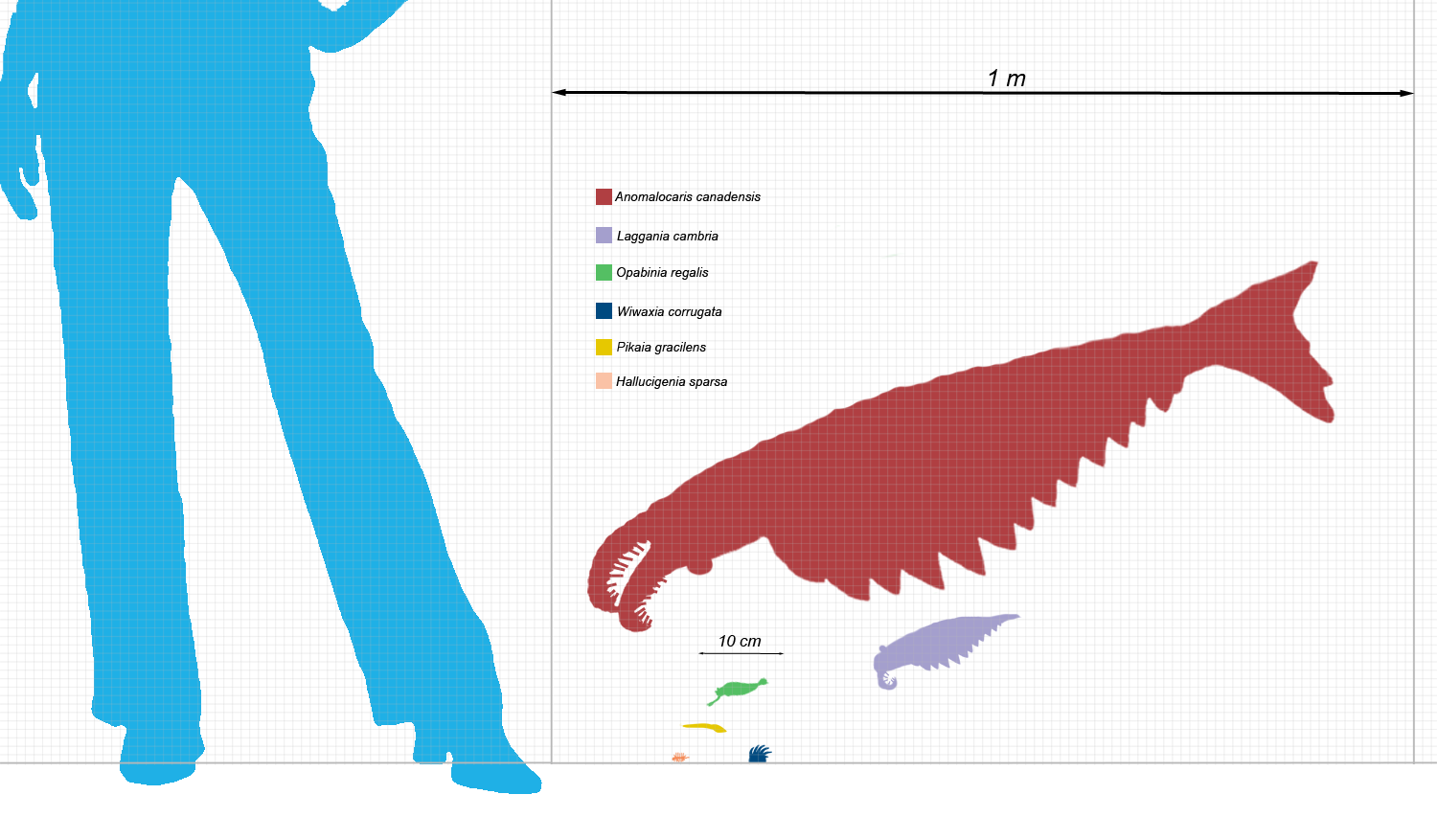
Comparación de tamaño entre Opabinia (en verde) y un humano.

Opabinia estaba segmentado y poseía un exoesqueleto no mineralizado. La longitud total del cuerpo oscilaba entre los 4 y 7 cm. La cabeza mostraba cinco ojos pedunculados que le habrían dado a Opabinia una visión de 360°, y una larga y flexible probóscide. Al final de la probóscide habría algunas espinas que teóricamente podrían haber servido como palas para atrapar presas, y luego arrastrarlas hacia la boca, situada debajo de la cabeza, detrás de la base de la probóscide. En un principio, Walcott confundió con una probóscide a un pequeño gusano que quedó fosilizado junto a un Opabinia. Al creer que existía una diferencia de grosor en la probóscide dependiendo del género del animal, pensó que los machos emplearían una trompa más desarrollada para sujetar a la hembra durante la cópula. Después de que la hipótesis de Walcott quedase refutada, no hay evidencias de que existiese dimorfismo sexual en estos animales y lo más probable es que simplemente empleasen la probóscide para capturar el alimento.
Cada segmento del cuerpo presentaba un conjunto de branquias y un par de apéndices similares a alerones que son extraños a los demás animales conocidos de la época, excepto Anomalocaris. Los tres últimos alerones formaban la cola. A diferencia de los artrópodos conocidos la cabeza no parece estar formada por segmentos fusionados.

## Historia natural

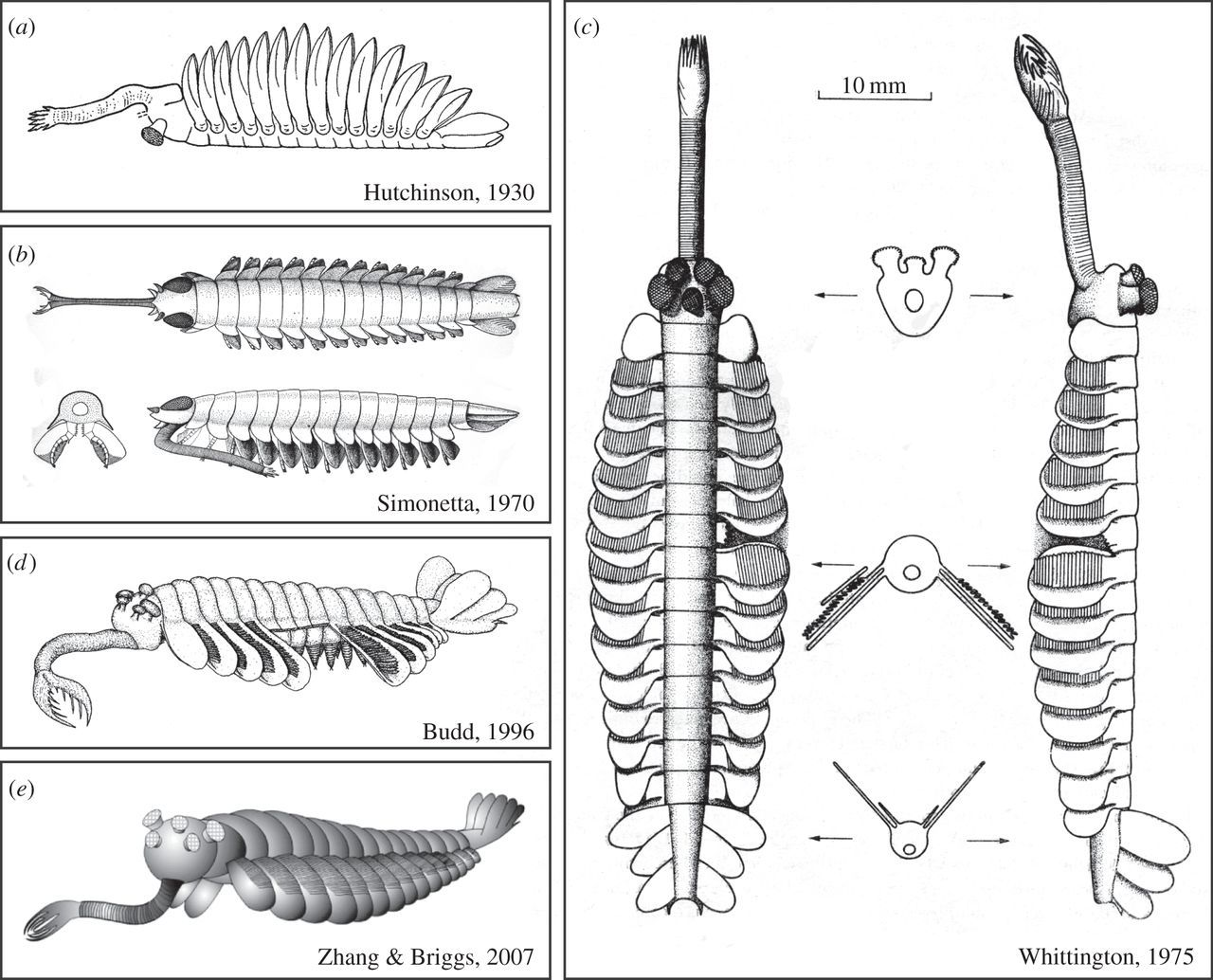
Principales reconstrucciones publicadas de Opabinia regalis a través del tiempo. (a) G. Evelyn Hutchinson, 1930; (b) Alberto Simonetta, 1970; (c) Harry B. Whittington, 1975; (d) Graham Budd, 1996; (e) Xingliang Zhang y Derek E. G. Briggs, 2007.
Nótese que Whittington proponía una probóscide orientada verticalmente, Zhang y Briggs apoyan una forma sin patas, y Simonetta lo consideró como un organismo completamente artrópodo

La forma en que los animales del esquisto de Burgess fueron enterrados por un derrubio o corrimiento de tierras, sugiere que vivían en la superficie del fondo marino. Opabinia debió vivir sobre los sedimentos del lecho marino, y presumiblemente nadaba tras sus presas usando sus aletas laterales. La probóscide pudo haberse sumergido en madrigueras en busca de presas. También pudo haber servido para remover rápidamente los sedimentos en el suelo marino buscando comida. De ser así, Opabinia habría usado la probóscide para llevar la comida a su boca en la parte inferior de la cabeza. Dado que no hay ningún signo de nada que pueda funcionar como mandíbulas, su comida debía ser pequeña y blanda. Whittington creía que Opabinia no tenía patas, piensa que se arrastraba y que también podría haber nadado lentamente por el aleteo de sus lóbulos. Por otra parte, en su opinión, no era lo suficientemente flexible como para permitir hacer ondulaciones de todo el cuerpo.

## Filogenia
La inusual morfología de Opabinia condujo a varios intentos de clasificación en los últimos 100 años. Por ejemplo, Walcott, quien describió a Opabinia originalmente, lo consideró una clase de crustáceo, mientras que Leif Størmer, basándose en un trabajo previo de Percy Raymond, pensó que pertenecía a los supuestos "trilobitoides".  Los estudios modernos de Opabinia comenzaron con la completa redescripción de Harry Blackmore Whittington en 1975, quien mostró que la estructura frontal era un pico flexible y probablemente lleno de fluido. Whittington no pudo encontrar evidencia de los apéndices articulados propios de los artrópodos, aunque diseccionó el cuerpo del animal en los puntos donde se supondría, deberían estar. Esto lo llevó a abandonar los intentos de clasificar Opabinia dentro de los artrópodos.
En 1985, Derek Briggs y Whittington publicaron la descripción de Anomalocaris, también de Burgess Shale. El paleontólogo sueco Jan Bergström sugirió que los dos animales estaban relacionados, ya que compartían colgajos laterales con branquias, ojos acechados y otras características; y los clasificó como artrópodos primitivos.
En 1996, estudios previos realizados por Graham Budd del anomalocárido Kerygmachela sugirieron que Opabinia poseía apéndices sin articulaciones basándose en la similitud de sus apéndices con la de otros ejemplares del esquisto de Burgess emparentados con los artrópodos. Después de examinar varios conjuntos de características compartidas por estos y otros lobopodios similares, Budd elaboró una "reconstrucción a gran escala del grupo madre de los artrópodos".
En 2007, Zhang y Briggs publicaron un árbol filogenético similar al anterior. Sin embargo, existía un desacuerdo con el diagnóstico de Budd de que las estructuras internas triangulares sean extremidades. La semejanza vista entre los lóbulos y branquias de Opabinia llevó a la conclusión de era una especie muy relacionada con los artrópodos.

## Galería

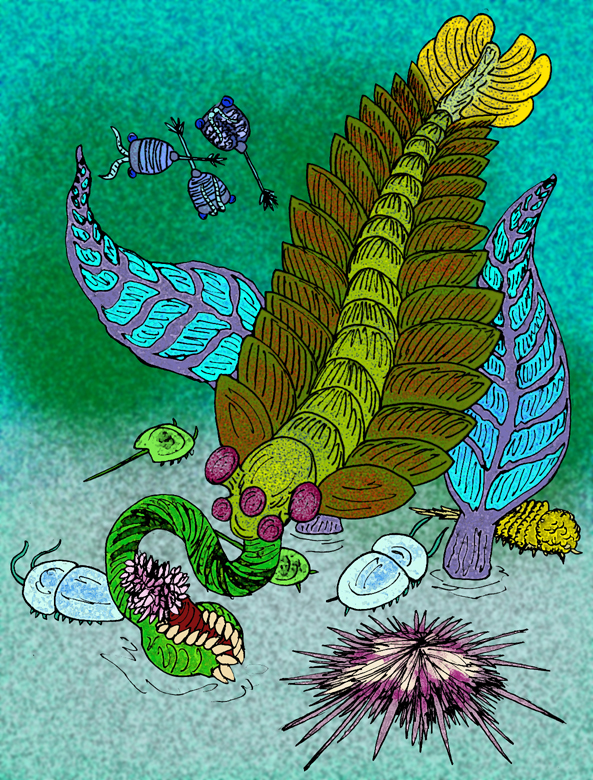
Opabinia devorando una presa
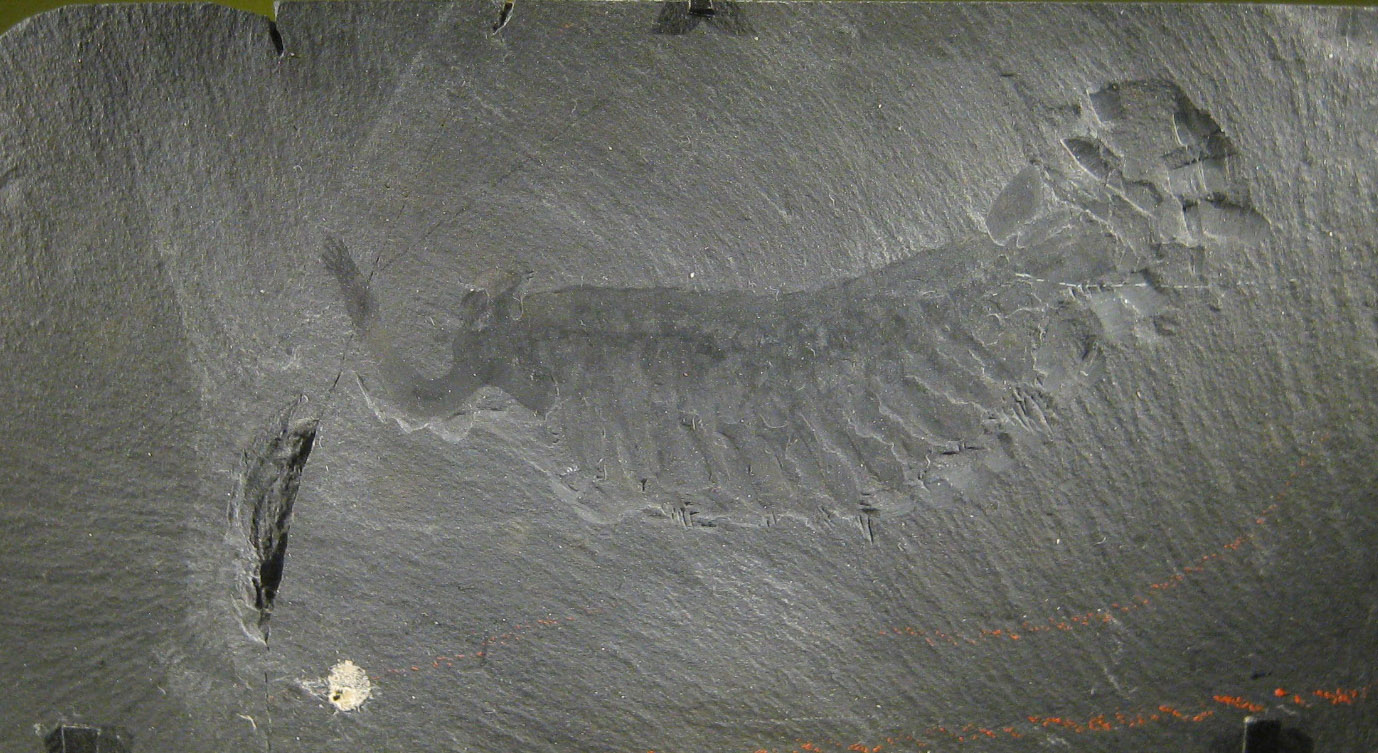
Fósil de Opabinia (Smithsonian Institution)
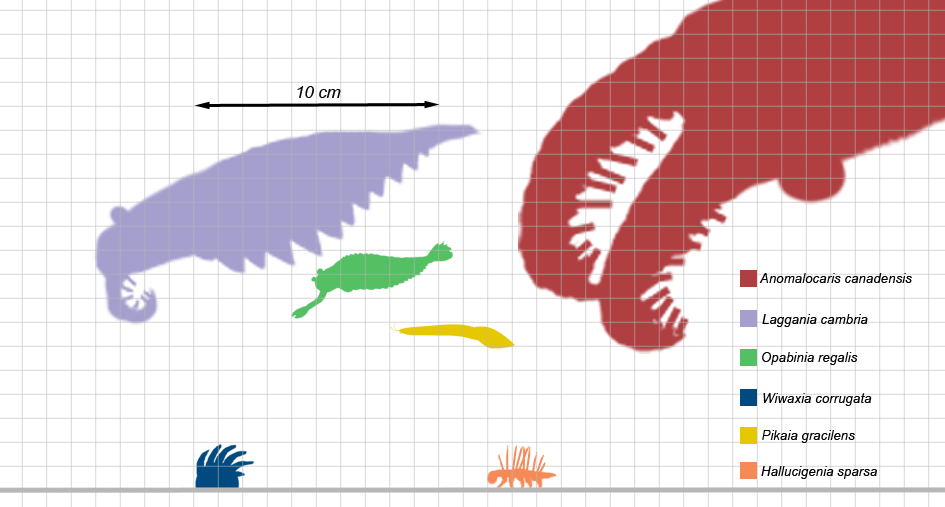
Comparación a escala de Opabinia junto a otras especies del Cámbrico